# Pardosa tridentis
Pardosa tridentis är en spindelart som beskrevs av Lodovico di Caporiacco 1935. Pardosa tridentis ingår i släktet Pardosa och familjen vargspindlar. Inga underarter finns listade i Catalogue of Life.